# NGC 2764
NGC 2764 (również PGC 25690 lub UGC 4794) – galaktyka spiralna (Sa), znajdująca się w gwiazdozbiorze Raka. Odkrył ją William Herschel 16 listopada 1784 roku.